# Okręg Korpusu Nr II
Okręg Korpusu Nr II (OK II) – okręg wojskowy Wojska Polskiego II RP w latach 1921-1939 z siedzibą dowództwa w Pałacu Lubomirskich w Lublinie.

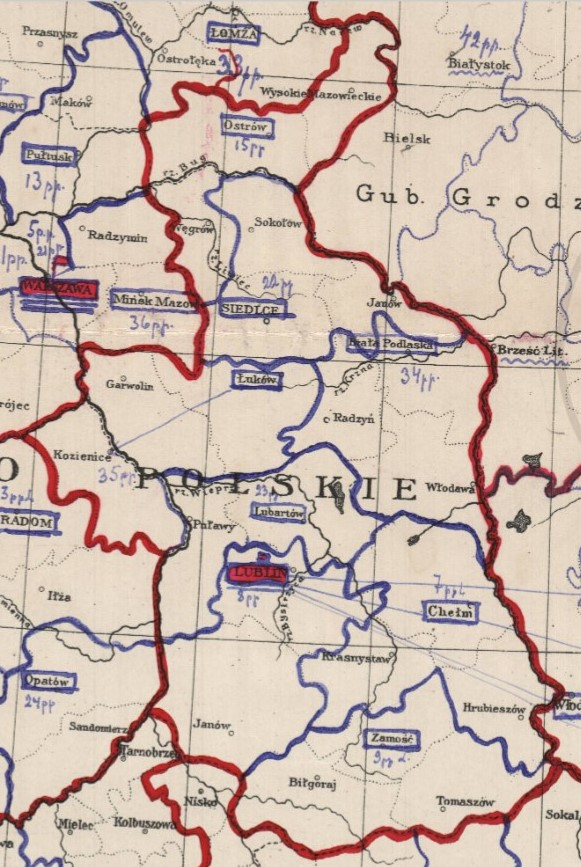
Okręg Generalny Lublin

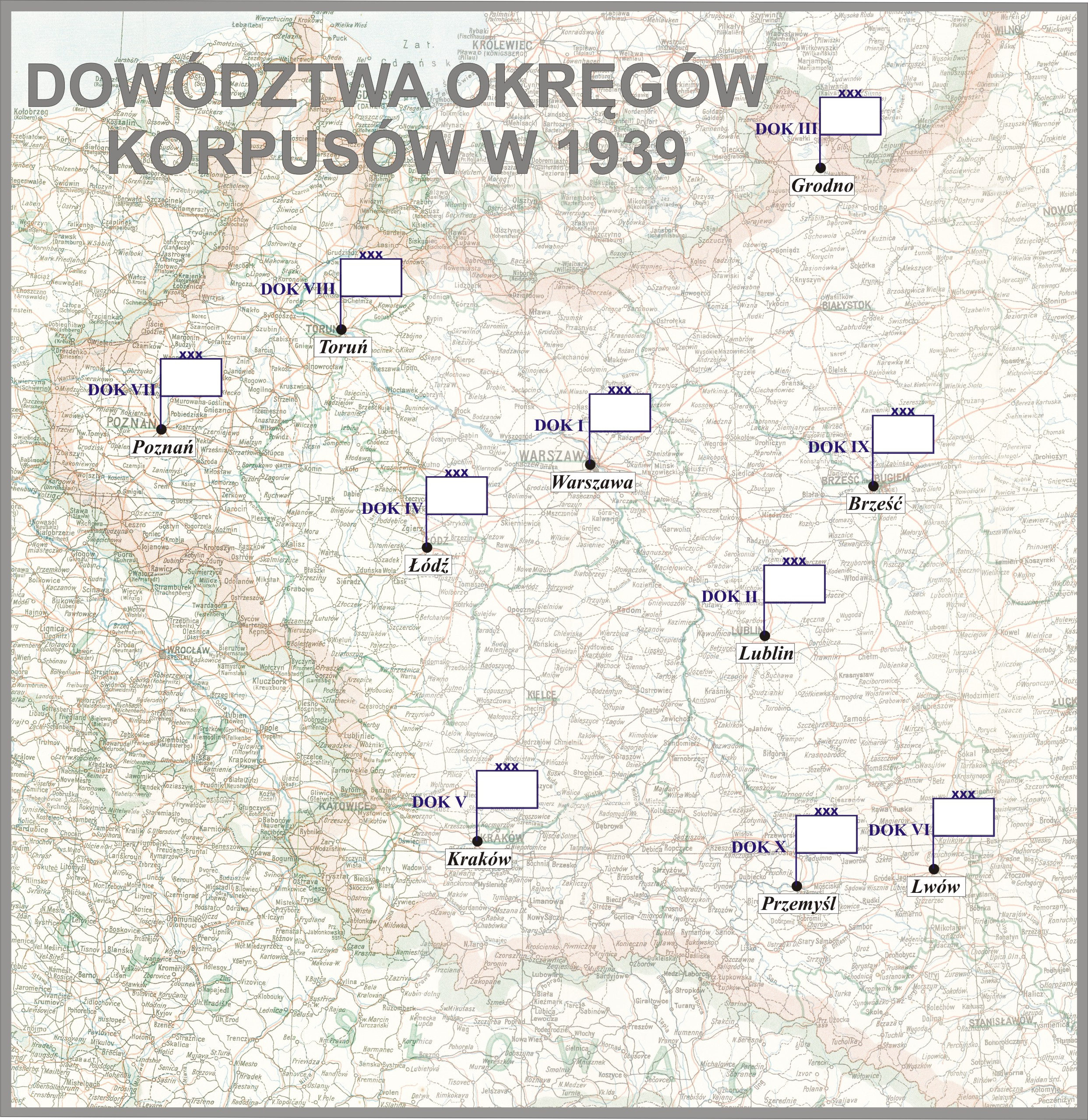
DOK w 1939

## Zasięg terytorialny okręgu w 1939 roku
W 1939 r. Okręg Korpusu Nr II obejmował swoim zasięgiem południową część województwa lubelskiego z powiatami: biłgorajskim, chełmskim, hrubieszowskim, janowskim, krasnostawskim, lubartowskim, lubelskim, tomaszowskim i zamojskim, całe województwo wołyńskie (powiaty: dubieński, horochowski, kostopolski, kowelski, krzemieniecki, lubomelski, łucki, rówieński, włodzimierski i zdołbunowski) oraz południową część województwa poleskiego z powiatami koszyrskim i sarneńskim.

## Jednostki i instytucje wojskowe stacjonujące na obszarze OK II

### Wielkie jednostki, oddziały i pododdziały broni
- Dowództwo 3 Dywizji Piechoty Legionów w Zamościu
- Dowództwo 13 Kresowej Dywizji Piechoty w Równem
- Dowództwo 27 Dywizji Piechoty w Kowlu

- Dowództwo Wołyńska Brygada Kawalerii w Równem

- Dowództwo 2 Grupy Artylerii
- 2 pułk artylerii ciężkiej Ziemi Chełmskiej im. Hetmana Jana Zamoyskiego w Chełmie
- 12 dywizjon artylerii przeciwlotniczej w Kowlu[3]

- kadra 9 batalionu pancernego w Lublinie
- 12 batalion pancerny w Łucku

- kadra 2 batalionu telegraficznego w Krasnymstawie

- kadra 2 dywizjonu taborów w Tomaszowie Lubelskim

- 2 dywizjon żandarmerii w Lublinie

### Oddziały i zakłady służb
- 2 Szpital Okręgowy w Chełmie (1918–1939)
- filia 2 Szpitala Okręgowego w Lublinie, ul. Peowiaków 12 (1918–1939)
- kadra zapasowa 2 Szpitala Okręgowego w Lublinie
- Szpital Rejonowy w Równem (od 1920)
- Szpital Garnizonowy w Równem (do 1939)
- Filia Szpitala Rejonowego w Kowlu (do 1923)
- Garnizonowa Izba Chorych w Kowlu (1923–1927)
- Szpital Rejonowy we Włodzimierzu (1919–1924)
- Garnizonowa Izba Chorych we Włodzimierzu (1924–1929)
- Filia Szpitala Rejonowego w Łucku (1920–1924)
- Garnizonowa Izba Chorych w Łucku (1924–1931)
- Izba Chorych z prawami Garnizonowej Izby Chorych w Łucku
- Szpital Rejonowy w Zamościu (1919–1925)
- Garnizonowa Izba Chorych w Zamościu (typ I z przychodnią stomatologiczną, 1925–1931)
- Izba Chorych z prawami Garnizonowej Izby Chorych w Zamościu (1931–1939)

- Składnica Uzbrojenia Nr 2 w Lublinie
- Filia Składnicy Uzbrojenia Nr 2 w Czerkasach k. Kowla
- Składnica Materiału Intendenckiego Nr 2 w Lublinie
- Składnica Materiału Intendenckiego Nr 11 w Kowlu
- Składnica Materiału Intendenckiego Nr 14 w Chełmie

Służba uzupełnień

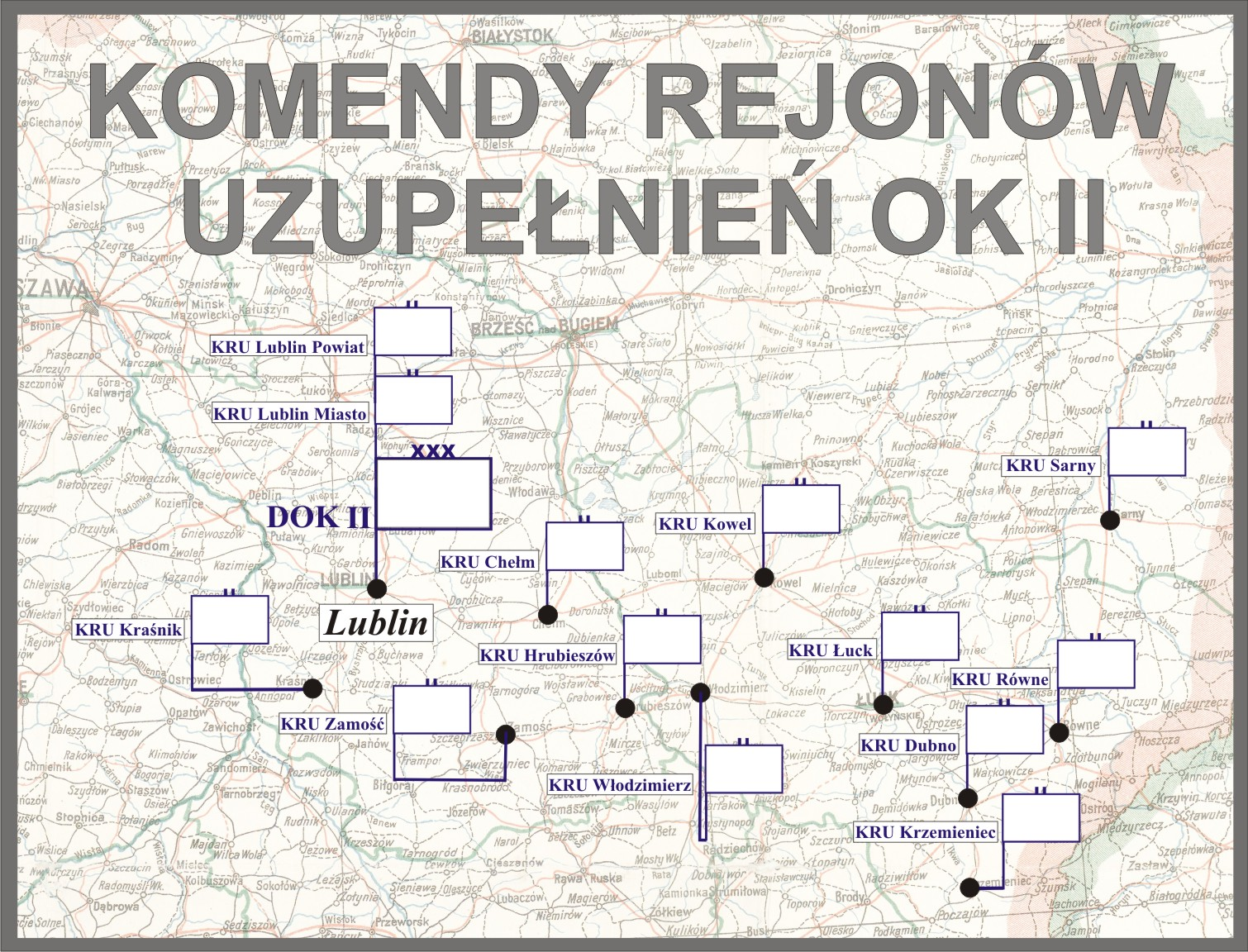
Komendy rejonów uzupełnień DOK II

- Powiatowa Komenda Uzupełnień Biłgoraj (1921-1927)

W latach 1928–1939
- Komenda Rejonu Uzupełnień Lublin Miasto, ul. Krakowskie Przedmieście 78
- Komenda Rejonu Uzupełnień Lublin Powiat, ul. Narutowicza 62
- Komenda Rejonu Uzupełnień Chełm
- Komenda Rejonu Uzupełnień Dubno
- Komenda Rejonu Uzupełnień Hrubieszów
- Komenda Rejonu Uzupełnień Kowel
- Komenda Rejonu Uzupełnień Kraśnik
- Komenda Rejonu Uzupełnień Krzemieniec
- Komenda Rejonu Uzupełnień Łuck, ul. Dominikańska 31
- Komenda Rejonu Uzupełnień Równe
- Komenda Rejonu Uzupełnień Sarny
- Komenda Rejonu Uzupełnień Włodzimierz
- Komenda Rejonu Uzupełnień Zamość

- Rejonowy Inspektor Koni w Chełmie
- Rejonowy Inspektor Koni w Kowlu
- Rejonowy Inspektor Koni w Krzemieńcu
- Rejonowy Inspektor Koni w Lublinie
- Rejonowy Inspektor Koni w Łucku
- Rejonowy Inspektor Koni w Równem
- Rejonowy Inspektor Koni we Włodzimierzu
- Rejonowy Inspektor Koni w Zamościu

- Wojskowy Sąd Okręgowy Nr II w Lublinie, ul. Curie-Skłodowskiej 10
- Wojskowa Prokuratura Okręgowa Nr 2 w Lublinie, ul. Curie-Skłodowskiej 10
- Wojskowe Więzienie Śledcze Nr 2 w Lublinie, Ś-to Duska 16
- Wojskowy Sąd Rejonowy w Kowlu
- Wojskowy Sąd Rejonowy w Równem
- Wojskowy Sąd Rejonowy w Zamościu

- Kierownictwo Rejonu Duszpasterstwa Katolickiego Lublin
- Kierownictwo Rejonu Duszpasterstwa Katolickiego Kowel
- Kierownictwo Rejonu Duszpasterstwa Katolickiego Równe

Wykaz duchowieństwa wojskowego oraz parafii, kościołów i kaplic wojskowych wyznania rzymskokatolickiego w 1930 roku
- Parafia Wojskowa w Chełmie
  - kościół diecezjalny św. Kazimierza
  - kaplica Szpitala Okręgowego Nr 2
- Parafia Wojskowa w Dubnie
  - kościół diecezjalny
  - kościół w Ostrogu
  - kapelan pomocniczy KOP w Ostrogu
- Parafia Wojskowa w Lublinie
  - kościół parafialny Niepokalanego Poczęcia NMP w Lublinie
- Parafia Wojskowa w Kowlu
  - kościół parafialny św. Wojciecha w Kowlu
  - kaplica w koszarach
- Parafia Wojskowa w Krzemieńcu
  - kościół parafialny św. Stanisława Kostki w Białej Krynicy
  - kapelan pomocniczy KOP w Białozurce
  - kapelan pomocniczy 4 Baonu KOP w Dederkałach
- Parafia Wojskowa w Łucku
  - kościół parafialny NMP Królowej Polski
  - kapelan Brygady KOP „Wołyń”
- Parafia Wojskowa w Równem
  - kościół diecezjalny św. Józefa Oblubieńca
  - kapelan pomocniczy 2 Baonu KOP w Lewaczach
- Parafia Wojskowa we Włodzimierzu Wołyńskim
  - kościół parafialny św. Józefata BM
  - kościół w Hrubieszowie

- Parafia Wojskowa w Zamościu
  - kościół parafialny św. Michała Archanioła

### Władze garnizonowe
- Komenda Garnizonu i Miasta Lublin w Domu Żołnierza